# Bertil af Klercker
Ernst Bertil Tagesson af Klercker, född 31 januari 1910 i Svea livgardes församling, Stockholms stad, död 21 april 1986 i Vadsbro församling, Södermanlands län, var en svensk jurist.

## Biografi
Efter juris kandidatexamen i Stockholm 1934 och juris licentiatexamen 1947 disputerade af Klercker för juris doktorsgraden 1948. Han avlade reservofficersexamen 1930, var kapten i Svea livgardes reserv från 1943 och direktör vid AB Industribyrån (skatteavdelningen) från 1946. Han var sakkunnig ledamot i 1949 års utskiftningsskattekommitté och 1957 års skatteutredning. Han var även numismatiker och ordförande i Svenska numismatiska föreningen 1961–62.
Bertil af Klercker var son till generalmajor Tage af Klercker och statsfrun Märta af Klercker, född Boheman. Stig af Klercker var bror till honom.